# باري نيلسون (لاعب كرة سلة)
باري نيلسون (19 سبتمبر 1949 - ) (بالإنجليزية: Barry Nelson)‏ هو لاعب كرة سلة أمريكي في مركز الوسط. لعب مع ميلووكي باكز.

## وصلات خارجية
- باري نيلسون على موقع إن بي أي (الإنجليزية)
- باري نيلسون على موقع سبورتس رفرنس (الإنجليزية)
- باري نيلسون على موقع كلية كرة السلة في سبورتس رفرنس.كوم (الإنجليزية)
- باري نيلسون على موقع ريلجم (الإنجليزية)
- باري نيلسون على موقع بروبوليرز (الإنجليزية)